# Marcel M. Baumann
Marcel M. Baumann (* 1975) ist ein deutscher Politikwissenschaftler.

## Leben
Baumann studierte von 1997 bis 2000 Politikwissenschaft, Psychologie und Geschichte an der Albert-Ludwigs-Universität Freiburg und 2000/01 am Magee College der University of Ulster (Master of Arts in Peace and Conflict Studies). Danach war er u. a. Visiting Research Associate am Rotary Center for International Peace der University of California, Berkeley. 2006/07 war er wissenschaftlicher Mitarbeiter am Arnold-Bergstraesser-Institut und im Anschluss wissenschaftlicher Mitarbeiter bzw. Assistent am Lehrstuhl für Internationale Politik.
2007 wurde er bei Herfried Münkler an der Philosophischen Fakultät III der Humboldt-Universität zu Berlin zum Dr. phil. promoviert. 2014/15 vertrat er den Lehrstuhl für Internationale Politik.
Seit 2018 arbeitet er als Wissenschaftlicher Mitarbeiter und Büroleiter des Bundestagsabgeordneten Armin Schuster (CDU) und seit 2021 für dessen Nachfolgerin Diana Stöcker (CDU). Nach der Wahl von Diana Stöcker zur Oberbürgermeisterin von Weil am Rhein wurde Baumann der persönliche Referent der Landtagsabgeordneten Sabine Hartmann-Müller (CDU).

## Schriften (Auswahl)
- mit Jürgen Rüland & Christian von Lübke: Religious Actors and Conflict Transformation in Southeast Asia: Indonesia and the Philippines, 2019 (Routledge Contemporary Southeast Asia), ISBN 0367198169.
- Zwischenwelten. Weder Krieg noch Frieden. Über den konstruktiven Umgang mit Gewaltphänomenen im Prozess der Konfklittransformation. VS Verlag für Sozialwissenschaften, Wiesbaden 2008, ISBN 978-3-531-15948-5.
- mit Hanne-Margret Birckenbach et al. (Hrsg.): Friedensforschung und Friedenspraxis. Ermutigung zur Arbeit an der Utopie. Reiner Steinweg zum 70. Geburtstag. Brandes & Apsel, Frankfurt am Main 2009, ISBN 978-3-86099-383-5.
- Schlechthin böse? Tötungslogik und moralische Legitimität von Terrorismus. Springer VS, Wiesbaden 2013, ISBN 978-3-531-17333-7.
- Kirchliche Beiträge zur nachhaltigen Friedenskonsolidierung in Post-Konflikt-Gesellschaften. Eine Literaturstudie (= Studien zu Ethnizität, Religion und Demokratie. Bd. 15). Nomos, Baden-Baden 2013, ISBN 978-3-8487-0169-8.